# Торрес, Анибаль
Анибаль Торрес Васкес (исп. Aníbal Torres Vásquez; род. 28 декабря 1942, Чота, Кахамарка) — перуанский юрист, политический и государственный деятель. Премьер-министр Перу в феврале — ноябре 2022 года. В прошлом — министр юстиции и прав человека Перу (2021—2022).

## Биография
Родился 28 декабря 1944 года в городе Чота в регионе Кахамарка.
Окончил факультет права и политических наук Университета Сан-Маркос (UNMSM) в городе Лима, получил докторскую степень в том же университете.
В 1991—1994 годах — декан факультета права и политических наук Университета Сан-Маркос.
Избран советником Коллегии адвокатов Перу. В 2002—2003 годах — декан Коллегии адвокатов Лимы и председатель совета деканов Коллегии адвокатов Перу. Назначен почётным членом известных коллегий адвокатов Лорето, Пуно, Куско, Кахамарки и Апуримака.
30 июля 2021 года назначен министром юстиции и прав человека в правительстве Гидо Бельидо. Сохранил должность в следующих правительствах Мирты Васкес и Эктора Валера.
8 февраля 2022 года назначен премьер-министром Перу после отставки Эктора Валера.
24 ноября 2022 года ушёл в отставку с этого поста.
Автор различных публикаций по гражданскому праву и административному праву.